# Artista del popolo della RSFSR

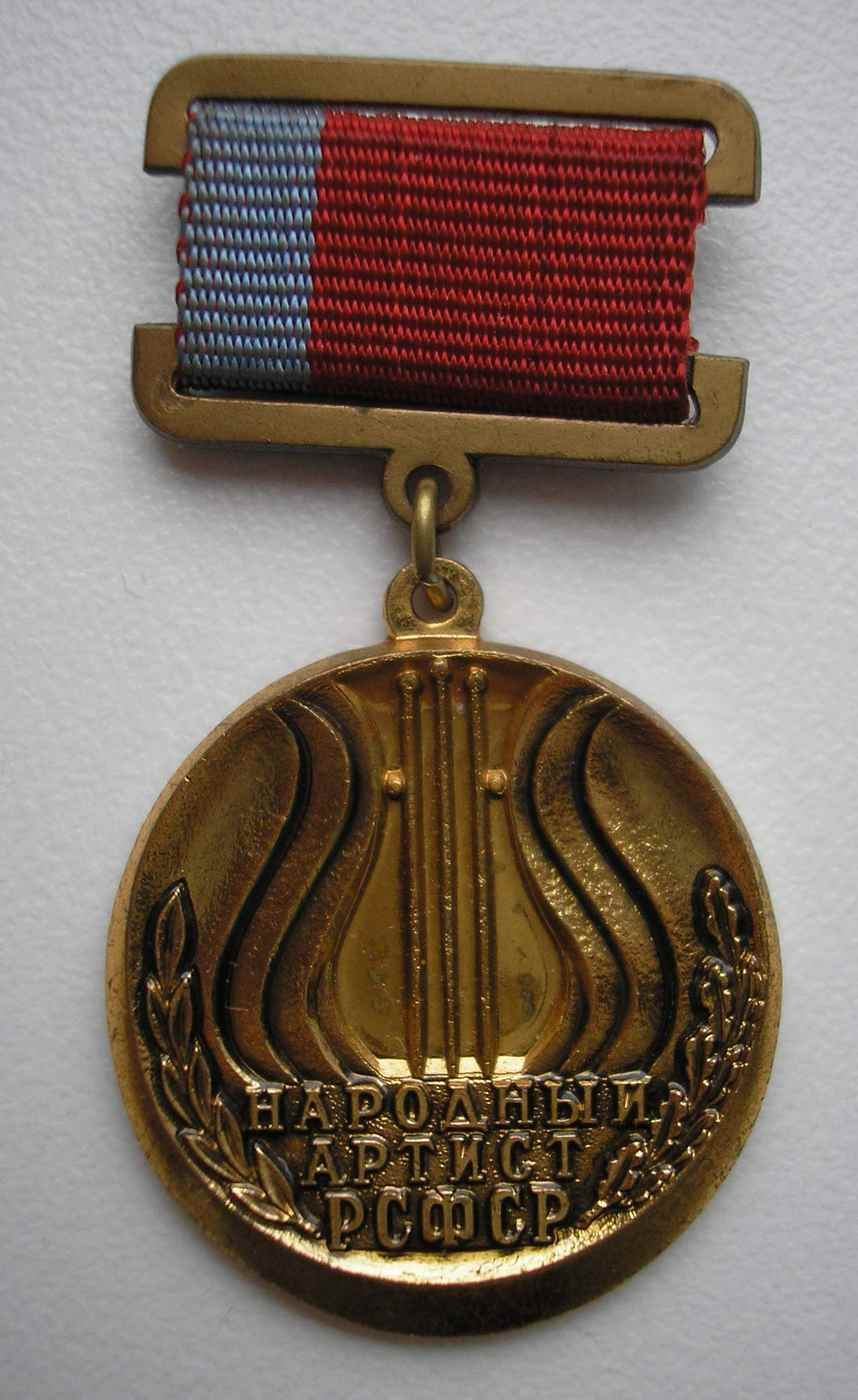
La medaglia

Artista del popolo della RSFSR (in russo Народный артист РСФСР, traslitterato Narodnyj artist RSFSR) è stato un titolo onorario assegnato ad artisti della Repubblica Socialista Federativa Sovietica Russa (RSFSR) per altissimi meriti nei campi del teatro, musica, circo, varietà, cinema ed altre arti performative.   
Il titolo venne istituito il 10 agosto 1931. Nel 1992, in seguito alla dissoluzione dell'Unione Sovietica, la RSFSR fu rinominata Federazione russa e il titolo venne rinominato Artista del popolo della Federazione Russa. 